# Tratatul de la Niš
Tratatul de la Niš a fost un tratat de pace semnat pe 3 octombrie 1739 la Niš de către Imperiul Otoman pe de o parte și Imperiul Rus de cealaltă. Războiul Ruso-Turc (1735-1739) a fost provocat de dorința Rusiei de a câștiga Azovul și Crimeea ca un prim pas în încercarea ei de a domina Marea Neagră. După mai multe raiduri începute în 1735, trupele rusești au nimicit rezistența Hanatului Crimeii, iar în 1739 au trecut Nistrul în Moldova. După ce i-au înfrânt pe turci în Bătălia de la Stăuceni, au mărșăluit spre capitala Moldovei, Iași, pe care au cucerit-o. 
Imperiul Habsburgic a intrat în război în 1737 de partea Rusiei, dar a fost forțat să facă o pace separată cu otomanii, prin Tratatul de la Belgrad, predând nordul Serbiei și Oltenia și permițând otomanilor să reziste presiunii rusești.
În schimb, sultanul l-a recunoscut pe împăratul de la Viena drept protector oficial al creștinilor din Imperiul Otoman, poziție pretinsă și de Imperiul Rus. Retragerea austriacă a forțat Rusia să accepte Pacea de la Niš, renunțând astfel la pretențiile sale legate de Crimeea și Moldova, permițându-i-se să își ridice un port la Marea Azov, dar fără vreo fortificație sau flotă la Marea Neagră.